# Liste der Bürgermeister von Bautzen
Die Liste der Bürgermeister von Bautzen führt die Bürgermeister und Oberbürgermeister der Oberlausitzer Stadt Bautzen nach dem Pönfall auf.

## Bürgermeister
- Hans Meisner (?), 1548
- Anton Rosenhain († 1572)
- Cölestin Tollhoff († 1566)
- Wolf Mühlwolf († 1574)
- Valentin Locke (?)
- Melchior Winkler (* 1518; † 1581)
- Georg Welsch († 1568)
- Johann Starke († 1578)
- Johann Kretschmar († 1590)
- Andreas Hentsch († 1596)
- Johann Gerold (* 1530; † 1590)
- Moritz Mooshauer (* 1535; † 1606)
- Johann Schönborn (* 1537; † 1607)
- Melchior Pick († 1613)
- Peter Henrici (* 1561; † 1627)
- Johann Röhrscheid († 1631)
- Anton Böhmer (* 1562; † 1614)
- Johann Faber (* 1557; † 1623)
- Heinrich Gärtner (* 1568; † 1635)
- Melchior Winkler (* 1575; † 1636)
- David Beringer (* 1581; † 1647)
- Kaspar Hübsch (* 1582; † 1643)
- Elias Lehmann (* 1594; † 1639)
- Joachim Westphal (* 1630; † 1672)
- Andreas Bernhard Lehmann (* 1602; † 1665)
- Matthäus Petschke († 1671)
- Kaspar Zeidler (* 1609; † 1669)
- Johann Valentin Espich (* 1623; † 1681)
- Johann Friedrich Mustagk (* 1616; † 1670)
- Paul Liebe († 1691)
- Matthäus Göbel (* 1630; † 1698)
- Andreas Sommer (* 1627; † 1709)
- Johann Lehmann (* 1636; † 1707)
- Johann Peter Henrici (* 1656; † 1723)
- Kaspar Christian Hübsch (* 1653; † 1727)
- Andreas Rietschier (* 1642; † 1711)
- Matthäus Hennicky (* 1648; † 1711)
- Jeremias Bernauer (* 1667; † 1727)
- Christian Gottlieb Platz (* 1657; † 1727)
- Christian Henrici (* 1664; † 1736)
- Paul Pfeffer (* 1651; † 1736)
- Georg Höfchen (* 1668; † 1745)
- Johann Christoph Koppe (* 1658; † 1747)
- Christian Mantey (* 1677; † 1738)
- Johann Gottfried Steudtner (* 1691; † 1744)
- Heinrich Gotthelf Schmidt (* 1699; † 1750)
- Johann Heinrich Otto (* 1698; † 1759)
- Erdmann Gottfried Schneider (* 1700; † 1767)
- Christian Gotthelf Marche (* 1700; † 1764)[1]
- Paul Gottfried Calmann (* 1709; † 1778)
- Erdmann Gottlieb Püchler (* 1704; † 1779)
- Gottfried Richter (* 1711; † 1786)
- Johann Peter Henrici (* 1719; † 1787)
- Gottlob August Hering (* 1729; † 1787)
- Johann Gottlob Hentsch (* 1730; † 1796)
- Benedikt Clemens Clausewitz (* 1724; † 1795)
- Friedrich Gottlob Petschke (* 1739; † 1803)
- Adam Christian Gottlob Rietschier (* 1746; † 1802)
- Wilhelm August Hering (* 1749; † 1802)
- Friedrich Gottlob von Hartmann (* 1751; † 1835)
- Johann Gottfried Hempel (* 1752; † 1817)
- Friedrich Traugott Starke († 1822)
- Christian Gottlieb Ehrenfried Roux (* 1761; † 1831)
- Karl Traugott Hennig († 1830), letzter Bürgermeister nach der alten Ratsverfassung, eingesetzt 1824

…
- 1832–1838 Ernst Friedrich Hartz, MdL
- 1838–1858 Adolph Traugott Eduard Starke, MdL
- 1858–1890 Conrad Eduard Löhr, MdL (1813–1890)
- 1890–1918 Johannes Käubler, MdL (1849–1924)
- 1918–1933 Gottfried Franz Hermann Niedner, MdL (1872–1945)[2]
- 1933–1935 Walther Förster (1886–1946)
- 1935–1938 Erich Opitz
- 1939–1945 Walther Förster (1886–1946)
- 1945 (Mai bis August) Philipp Böhmer
- 1945–1949 Heinz Ullrich
- 1949–1951 Walter Ehren
- 1951–1953 Fritz Loch
- 1953–1963 Siegfried Schädlich (1925–2011)[3]
- 1963–1974 Joachim Urban
- 1974–1990 Heinz Wagner
- 1990–2015 Christian Schramm (* 1952)
- 2015–2022 Alexander Ahrens (* 1966)
- seit 2022 Karsten Vogt (* 1971)